# W Connection FC
O W Connection é um clube de futebol de Trinidade e Tobago. Foi fundado por David John Williams y Patrick John Williams em 1986. O clube já foi Tri-Campeão Nacional e Tri da Copa de Trinidade e Tobago. Também conquistou 3 vezes a Campeonato de Clubes da CFU.

## Títulos

### Nacional
- TT Pro League (6): 2000, 2001, 2005, 2012, 2014, 2018
- Trinidad and Tobago Cup (3): 1999, 2000, 2002
- First Citizens Bank Cup (4): 2001, 2004, 2005, 2006

### Internacionais
- Campeonato de Clubes da CFU (3): 2003, 2006, 2012
- Inter Mundial em 2000